# Oreophryne biroi
Oreophryne biroi är en groddjursart som först beskrevs av Méhely 1897.  Oreophryne biroi ingår i släktet Oreophryne och familjen Microhylidae. IUCN kategoriserar arten globalt som livskraftig. Inga underarter finns listade i Catalogue of Life.